# Brasilien i olympiska sommarspelen 1952
Brasilien deltog med 97 deltagare vid de olympiska sommarspelen 1952 i Helsingfors. Totalt vann de en guldmedalj och två bronsmedaljer.

## Medaljer

### Guld
- Adhemar da Silva - Friidrott, tresteg.

### Brons
- José da Conceição - Friidrott, höjdhopp.
- Tetsuo Okamoto - Simning, 1 500 meter frisim.